# Hornillos de Cerrato
Hornillos de Cerrato egy község Spanyolországban, Palencia tartományban. Hornillos de Cerrato Torquemada, Herrera de Valdecañas, Baltanás és Villaviudas községekkel határos. Lakosainak száma 170 fő (2024).

## Turizmus, látnivalók
A község legjelentősebb történelmi emléke a vár, amely egy korábbi erődítmény helyére épült a 16. században.

## Népesség
A település népessége az elmúlt években az alábbi módon változott:
| Lakosok száma | 121  | 118  | 113  | 116  | 115  | 119  | 145  | 141  | 153  | 170  |
|               | 2001 | 2004 | 2007 | 2009 | 2012 | 2014 | 2017 | 2019 | 2022 | 2024 |